# 元氏站
元氏站，位于中华人民共和国河北省石家庄市元氏县，是京广铁路上的火车站，建于1903年，由中国铁路北京局集团邯郸车务段管辖。

## 車站周邊
- 元氏县交通运输局
- 元氏槐阳会馆
- 中国电信槐阳大街营业厅
- 元氏汽车站
- 中国联通华录合作厅
- 中国联通人民路营业厅
- 美源购物广场
- 中国邮政储蓄银行常山支行
- 元氏县文化馆
- 河北龙山物流园
- 元氏县国家税务局

## 旅客列车目的地
| 列车所属路局 | 车次    | 目的地 |
| ------------ | ------- | ------ |
| 北京局集团   | K7732次 | 秦皇岛 |
| 西安局集团   | T56次   | 天津   |

## 歷史
- 建于1903年。

## 外部連結
- 中国铁路客户服务中心 （页面存档备份，存于）